# Otto Rössler (Kreisleiter)
Otto Rössler (* 27. Februar 1894 in Wien; † nach 1940) war ein nationalsozialistischer Kreisleiter im Kreis Scheibbs.

## Leben
Rössler studierte vier Semester an der Universität für Bodenkultur, bis er 1915 für den Militärdienst im Ersten Weltkrieg eingezogen wurde. Nach dem Krieg studierte er mehrere Semester Chemie. 1930 pachtete er den Wirtschaftsbetrieb des Schlosses Lehenhof in Neustift bei Scheibbs.
Otto Rössler trat zum 30. Juli 1932 der NSDAP bei (Mitgliedsnummer 1.209.655). Er wurde Ortsgruppenleiter in Neustift bei Scheibbs. Im Juli 1936 übernahm er die Führung der illegalen Kreisleitung in Scheibbs, die nach dem Anschluss Österreichs 1938 sanktioniert wurde. 1940 wurde er aufgrund interner Differenzen in der NSDAP vom Dienst suspendiert und meldete sich freiwillig zur Wehrmacht. Ihm folgte Hans Schrenk als Kreisleiter nach.